# Мадам Веб (филм)
Мадам Веб (енгл. Madame Web) је амерички суперхеројски филм из 2024. године, који је режирала С. Џ. Кларксон према сценарију који је написала заједно са Клер Паркер, Метом Сазамом и Берком Шарплесом, заснован на истоименом лику Marvel Comics-а. Представља четврто остварење у Sony-јевом Спајдермен универзуму. Насловну улогу тумачи Дакота Џонсон, док су у осталим улогама Сидни Свини, Селест О’Конор, Изабела Мерсед, Тахар Рахим, Мајк Епс, Ема Робертс и Адам Скот. У филму, Кеси Веб се суочава са својом прошлошћу док покушава да спасе три младе жене и њихову будућност од Језикиља Симса.
Sony је већ био започео развој филма о Мадам Веб за свој заједнички универзум до септембра 2019. године, а Сазама и Шарплес су до тад ангажовани да напишу сценарио. Кларксонова се придружила као редитељка у мају 2020, чиме је филм постао њен редитељски деби, док је Џонсонова добила главну улогу почетком 2022. године. Остале улоге су подељене у наредним месецима, посебно за три Спајдервумен лика. Снимање је почело средином јула 2022. и завршено је пре краја године, а филм је сниман широм Масачусетса, укључујући Бостон, као и у Њујорку.
Филм је премијерно приказан 12. фебруара 2024. у Лос Анђелесу, док је у америчким биоскопима објављен два дана касније. Добио је углавном негативне рецензије критичара.

## Радња
Године 1973. у џунглама Перуа, истраживачки тим предвођен Језикиљом Симсом и његовом трудном колегиницом Констанс Веб открива неидентификовану врсту паука са ретким лековитим својствима. Језекиљ издаје тим и преузима паука за себе, након чега оставља Констанс да умре. Домородачко племе покушава да спасе Констанс, али она умире убрзо након што је родила своју ћерку, Кеси. Године 2003, Кеси ради као болничарка у Њујорку заједно са колегама Беном Паркером и О’Нилом. Током акције спашавања, Кеси пада у воду и доживљава искуство блиске смрти. Бен је враћа у живот, али она почиње да доживљава необичне визије. У почетку их одбацује као дежа ви, али након што није успела да спречи О’Нилову смрт, Кеси схвата да може да види будућност.
Језекиљ, који има ограничену моћ предвиђања и побољшања физичких способности, прикупља информације о три девојке: Џулији Корнвол, Ањи Коразон и Мети Френклин. Његове визије наводе га да верује да им је суђено да га убију. Кеси је такође привучена истим девојкама и интервенише како би спречила Језекиља да их ухвати у заседи на станици метроа. Она краде такси и одводи Џулију, Ању и Мети из града и сакрива их у оближњој шуми. Кеси се враћа у свој стан и проналази Констансине белешке које откривају Језекиљев идентитет и праву природу његових моћи. Игноришући Кесина упутства, девојке одлазе у ресторан где их проналази Језекиљ. Након што је накратко онеспособила Језикиља ударивши га аутомобилом, Кеси одводи девојке назад у Квинс и оне се скривају у Беновој кући.
Кеси одлази у Перу и проналази племенског поглавицу који је спасао њену мајку. Поглавица ставља Кеси кроз ритуал који одваја њену душу од тела. Она доживљава ниво више свести где су сва жива бића повезана и где се може видети свака могућа будућност. Она сазнаје да је Констанс тражила паука да би спасила своје нерођено дете од смртоносне наследне болести. Бенова трудна снаја Мери почиње да се порађа раније него што се очекивало и он је одводи у болницу, заједно са девојкама, а камера их снима. Језекиљ их поново пресреће, али Кеси спасава девојке у колима хитне помоћи и одвлачи пажњу Језикиљу како би Бен и Мери могли да побегну. Група намами Језекиља у напуштену фабрику ватромета и поставља замке да га дезоријентише док Кеси позива медицински хеликоптер да дође на њихову локацију. Језекиљ уништава хеликоптер и раздваја девојке, а затим провоцира Кеси Констансином смрћу.
Кеси користи своје моћи да одведе девојке на сигурно. Она покреће последњу замку, која убија Језекиља. Запаљени ватромет погађа Кеси у лице и заслепљује је. Кеси је одведена у болницу баш када Мери роди сина. Кеси се буди и открива да је остала слепа и параплегична због повреда. Међутим, њена видовитост јој омогућава да у потпуности види будућност. Кеси уверава девојке да ће их обучити за своје будуће улоге када за то дође време.

## Улоге
| Глумац             | Улога          |
| ------------------ | -------------- |
| Дакота Џонсон      | Касандра Веб   |
| Сидни Свини        | Џулија Корнвол |
| Селест О’Конор     | Мети Френклин  |
| Изабела Мерсед     | Ања Коразон    |
| Тахар Рахим        | Језикиљ Симс   |
| Мајк Епс           | О’Нил          |
| Ема Робертс        | Мери Паркер    |
| Адам Скот          | Бен Паркер     |
| Заша Мамет         | Амарија        |
| Хосе Марија Јазпик | Сантијаго      |